# Osa de la Vega
Osa de la Vega est une commune d'Espagne, dans la province de Cuenca, communauté autonome de Castille-La Manche.